# Samantha Harvey
Pour les articles homonymes, voir Harvey.
Samantha Harvey (née en 1975) est une écrivaine britannique. Comparée par la critique britannique Gaby Wood à Virginia Woolf et par le critique britannique James Wood à Herman Melville, elle a gagné le Prix Booker en 2024 pour son roman Orbital, dont l'action se déroule dans la Station spatiale internationale.

## Biographie
Harvey est née dans le Kent et elle y a vécu ses premières années. Pendant son adolescence et après le divorce de ses parents, Harvey a vécu dans plusieurs endroits, à York, à Sheffield, et au  Japon. 
Harvey a étudié la philosophie à l'université d'York et à celle de Sheffield. Elle a obtenu une maîtrise de Creative Writing de l'université de Bath Spa en 2005 et, plus tard, un doctorat dans le même domaine.
Aujourd'hui, Harvey écrit ses textes et enseigne à l'université de Bath Spa.

## Œuvre
- Son premier roman, La Mémoire égarée[11], publié en 2009, a pour thème la maladie d'Alzheimer. Il est salué par Catherine Taylor dans The Guardian comme une « étonnante composition de fragilité et d'intensité »[12] et par Melissa McClements dans le Financial Times comme une « ode finement écrite à la mémoire, à l'identité et à l'amour »[13].
- Son second roman, La Vérité sur William[14], publié en 2012, est considéré par Catherine Taylor dans The Daily Telegraph comme une œuvre « résonnante » sur le renoncement à soi[15] et présenté par Harvey elle-même comme une mise en situation contemporaine d'un personnage ressemblant à Socrate[16].
- Dear Thief[17], publié en 2014, se présente comme une longue lettre écrite par une femme d'âge moyen à une amie d'enfance[18], une contrainte formelle dont Moira Hodgson dans The Wall Street Journal estime qu'elle est utilisée de manière « audacieuse » et « brillante »[19]. Le thème du roman est inspiré de la chanson Famous Blue Raincoat de Leonard Cohen[3].
- The Western Wind[20], son quatrième roman publié en 2018, est situé au XVe siècle dans un village anglais. Il a pour sujet l'élucidation d'une noyade par un prêtre[21]. Selon John Harrison dans The Guardian, il s'agit à la fois d'un roman historique « plein de la vitalité et de la matière de l'époque », d'un « mystère absorbant » et d'une « métaphore enchevêtrée » des relations de la Grande Bretagne avec l'Europe[22].
- Le cinquième livre de Harvey, publié en 2020, The Shapeless Unease: A Year of Not Sleeping[23], est un essai  consacré au « malaise informe » qu'a été pour elle l'insomnie dont elle a souffert pendant une année[24],[25].
- Son dernier roman, paru en 2023, Orbital : une journée, seize aurores[26], qui a pour cadre la Station spatiale internationale, a obtenu le Booker Prize en 2024.

## Distinctions
- 2009 : Betty Prize Award (en) pour The Wilderness (en)[27]
- 2019 : Staunch Book Prize (en) pour The Western Wind[28]
- 2024 : Prix Booker en 2024 pour son roman Orbital[29]

## Sources
1. ↑  « “La Mémoire égarée”, de Samantha Harvey : notre critique », sur Télérama, 12 mars 2011
2. ↑  Ne pas confondre avec l'auteur homonyme de romans sentimentaux publiés par Harlequin Enterprises dans les années 1980.
3. 1 2  (en) Gaby Wood, « Why great novels don't get noticed now », The Daily Telegraph,‎ 14 mars 2015 (lire en ligne).
4. ↑  (en) James Wood, « Circling the Planet, Looking for God », The New Yorker,‎ 18 décembre 2023 (lire en ligne).
5. ↑  « La Britannique Samantha Harvey, lauréate du Booker Prize 2024 », sur Le Figaro, 12 novembre 2024
6. ↑  (en) https://revealinside.in/samantha-harvey-wins-2024-book/
7. ↑  Samantha Harvey, « Samantha Harvey on Maidstone: 'Our three-bed semi was state-of-the-art 80s kitsch' », The Guardian,‎ 2 mars 2019 (lire en ligne, consulté le 5 octobre 2024)
8. ↑  (en) « York graduate named Booker Prize 2024 winner », sur University of York (consulté le 19 novembre 2024)
9. ↑  Texte dans une édition de The Wilderness.
10. 1 2  « Samantha Harvey – Bath Spa University », sur www.bathspa.ac.uk (consulté le 25 octobre 2023)
11. ↑  Samantha Harvey, The Wilderness (en), Jonathan Cape, 2009 (ISBN 9780224086073)  — traduction française : La Mémoire égarée (trad. Catherine Pierre-Bon), Stock, 2011.
12. ↑  (en) Catherine Taylor, « The Wilderness », The Guardian,‎ 28 février 2009 (lire en ligne).
13. ↑  (en) Melissa McClements, « Self-importance », The Financial Times,‎ 23 février 2009 (lire en ligne).
14. ↑  Samantha Harvey, All Is Song, Jonathan Cape, 2012 (ISBN 9780224096324)  — traduction française : La Vérité sur William (trad. Catherine Pierre-Bon), Stock, 2013
15. ↑  (en) Catherine Taylor, « All is Song by Samantha Harvey: review », The Telegraph,‎ 11 janvier 2012 (lire en ligne).
16. ↑  (en) Danuta Kean, « All hail the 21st-century Socrates... », The Independent,‎ 15 janvier 2012 (lire en ligne).
17. ↑  (en) Samantha Harvey, Dear Thief, Jonathan Cape, 2014 (ISBN 9780224101721).
18. ↑  (en) James Wood, « Fly Away », The New Yorker,‎ 1er décembre 2014 (lire en ligne).
19. ↑  (en) Moira Hodgson, « Fiction Chronicle: A Beachside Breakfast Buffet—With Mermaids », The Wall Street Journal,‎ 12 décembre 2014 (lire en ligne).
20. ↑  (en) Samantha Harvey, The Western Wind, Jonathan Cape, 2018 (ISBN 9781787330597).
21. ↑  (en) Anthony Cummins, « The Western Wind by Samantha Harvey review – a priest turns cop », The Guardian,‎ 25 février 2018 (lire en ligne).
22. ↑  (en) John Harrison, « The Western Wind by Samantha Harvey review – a deft medieval whodunnit », The Guardian,‎ 1er mard 2018 (lire en ligne).
23. ↑  (en) Samantha Harvey, The Shapeless Unease : A Year of Not Sleeping, Jonathan Cape, 2020 (ISBN 9781787332027)
24. ↑  (en) Alexandra Jacobs, « ‘What Pea Disrupts Your Sleep, Princess?’ », The New York Times,‎ 12 mai 2020 (lire en ligne).
25. ↑  (en) Katy Waldman, « The Late-Night Revelations in a Memoir of Insomnia », The New Yorker,‎ 4 juin 2020 (lire en ligne).
26. ↑  Samantha Harvey, Orbital (en), Jonathan Cape, 2023 (ISBN 978-1-7873-3434-2)  — traduction française : Orbital: une journée, seize aurores (trad. Claro), Flammarion, 2024.
27. ↑  (en) https://literature.britishcouncil.org/writer/samantha-harvey
28. ↑  (en) « Samantha Harvey wins the 2019 Staunch Book Prize », sur timesofindia, 29 novembre 2019
29. ↑  « L'écrivaine britannique Samantha Harvey gagne le Booker Prize 2024 », sur rts.ch, 13 novembre 2024